# Copa América
A Copa América, oficialmente CONMEBOL Copa América, conhecida até 1975 como Campeonato Sul-Americano de Futebol (em espanhol: Campeonato Sudamericano de Fútbol), é a principal competição entre as seleções de futebol das nações da CONMEBOL. Este torneio tornou-se o mais antigo do mundo, entre seleções, após os Jogos Olímpicos de Londres de 1948, já que após esta edição as Olimpíadas começaram a ser disputadas por seleções que não são consideradas as principais, e também quando em 1984 o British Home Championship foi abolido. A competição determina o campeão continental da América do Sul. Desde a edição de 1993, equipes da América do Norte e da Ásia também foram convidadas a participar.
Desde 1993, o torneio tem geralmente 12 equipes: todas as 10 equipes da CONMEBOL e duas equipes adicionais de outras confederações. O México participou de todos os torneios desde 1993, como uma equipe adicional da CONCACAF, exceto em 1999 e 2019, quando a equipe do Japão completou a lista de 12 equipes nas duas edições. A edição 2016 do evento, batizada de Copa América Centenário, contou com dezesseis equipes, com seis equipes da CONCACAF, além das 10 da CONMEBOL. O México, vice campeão em 1993 e 2001, é a equipe bem mais sucedida entre as equipes convidadas.
Oito das dez equipes nacionais da CONMEBOL venceram o torneio pelo menos uma vez em suas 48 edições, desde a inauguração do evento em 1916. Apenas Equador e Venezuela ainda não o venceram. A Argentina tem o maior número de campeonatos na história do torneio, com 16 títulos. A Argentina, que sediou a edição inaugural em 1916, abrigou o torneio mais vezes, tendo sido anfitriã em nove ocasiões. Os Estados Unidos são o único país não parte da CONMEBOL a ter sediado o evento, em 2016 e 2024. Em três ocasiões (1975, 1979 e 1983), o torneio foi realizado sem uma sede definida.
Até 2015, o campeão vigente do torneio, desde que faça parte da CONMEBOL, tinha o direito de participar da próxima edição da extinta Copa das Confederações da FIFA, mas não sendo obrigado a fazê-lo. A Copa América é o terceiro torneio internacional de futebol mais popular, depois da Copa do Mundo da FIFA e da Eurocopa.

## História

### O início

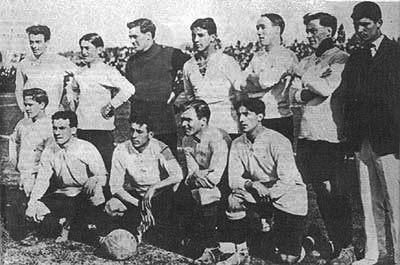
A Seleção Uruguaia de Futebol ganhou seu segundo título em 1917.

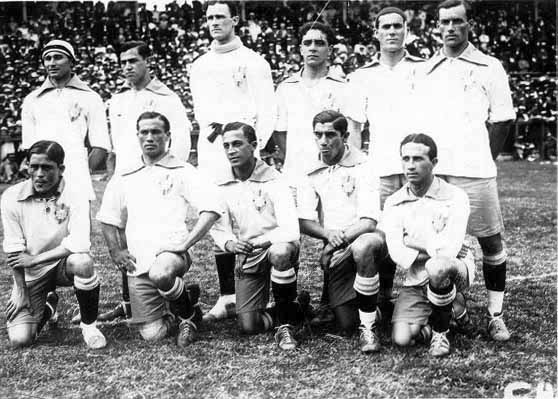
A Seleção Brasileira de Futebol, ganhou seu primeiro título em 1919.

O primeiro time de futebol da América do Sul, Lima Cricket and Football Club, foi fundado no Peru em 1859, e a Asociación del Fútbol Argentino foi fundada em 1893. No início do século XX o futebol crescia em popularidade e a primeira competição internacional entre equipes nacionais do continente ocorreram em 1910, quando a Argentina organizou um evento para comemorar o centenário da Revolução de Maio. Chile e Uruguai participaram, mas este evento não é considerado oficial pela CONMEBOL. Da mesma forma, para a comemoração do centenário de sua independência, a Argentina realizou um torneio entre 2 e 17 de julho de 1916, com Argentina, Chile, Uruguai e Brasil sendo os primeiros participantes do torneio. Este torneio chamado de Campeonato Sudamericano de Fútbol seria a primeira edição do que hoje é conhecido como Copa América. O Uruguai triunfaria nesta primeira edição depois de empatar em 0-0 com a anfitriã Argentina no último jogo decisivo realizado no Estádio Presidente Perón em Avellaneda.
Vendo o sucesso do torneio, um membro da diretoria da Federação Uruguaia de Futebol, Héctor Rivadavia, propôs a criação de uma confederação das associações da Argentina, Brasil, Chile e Uruguai, e em 9 de julho, dia da independência na Argentina, a CONMEBOL foi fundada. No ano seguinte, a competição foi jogada novamente, desta vez no Uruguai. O Uruguai ganharia o título novamente para conquistar seu bicampeonato depois de derrotar a Argentina por 1 a 0 na última partida do torneio. O sucesso do torneio ajudaria a consolidar a competição. Após um surto de gripe no Rio de Janeiro, o torneio foi cancelado em 1918, o Brasil sediou o torneio em 1919 e foi coroado campeão pela primeira vez depois de derrotar os atuais campeões por 1 a 0 em uma partida decisiva para decidir o título, enquanto a cidade chilena de Viña del Mar sediou o evento de 1920 que foi ganho pelo Uruguai.
Para a edição de 1921, o Paraguai participou pela primeira vez depois de sua associação de futebol ter se afiliado à CONMEBOL no início do mesmo ano. A Argentina venceu a competição pela primeira vez graças aos gols de Julio Libonatti. Nos anos seguintes, o Uruguai dominaria o torneio, que na época era o maior torneio de futebol do mundo. A Argentina, no entanto, não ficaria muito atrás e disputava a supremacia com os charruas. Depois de perder a final de 1928 nos Jogos Olímpicos de Verão de 1928, em Amsterdã, a Argentina se vingaria no Campeonato Sul-Americano de Futebol de 1929 derrotando os uruguaios no último jogo decisivo. Durante este período, a Bolívia e o Peru debutaram no torneio em 1926 e 1927, respectivamente.

### Desorganização e intermitência

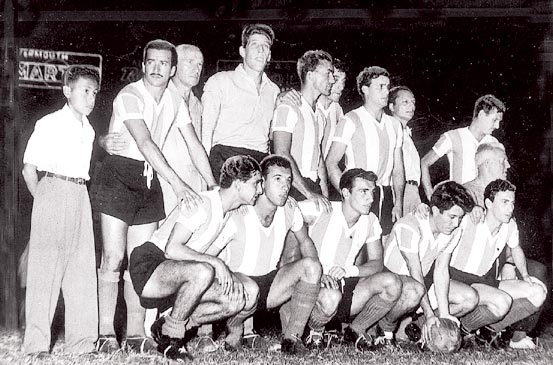
Os Carasucias ou caras sujas, nome conhecido pela Argentina que venceu o Campeonato Sul-Americano de Futebol de 1957, realizado no Peru.

Após a primeira Copa do Mundo realizada no Uruguai em 1930, a inimizade entre as federações de futebol do Uruguai e da Argentina impediu que a competição fosse disputada por vários anos. Somente em 1935 foi possível disputar uma edição especial do evento para ser oficialmente reintegrada em 1939. O Peru se tornou a nação anfitriã da edição de 1939, que não contou com Brasil e Argentina, e venceu a competição pela primeira vez. Equador fez sua estreia no torneio.
Em 1941, o Chile sediou a edição daquele ano em comemoração aos 400 anos da fundação de Santiago, para a qual a capacidade do recém-construído Estádio Nacional foi ampliada de 30 000 para 70 000 espectadores. Apesar do grande investimento e do sucesso inicial da equipe, os chilenos seriam derrotados na última partida pela Argentina. O Uruguai recebeu e venceu a edição de 1942. O Chile voltaria a ser anfitrião em 1945 e quase disputaria o título contra a Argentina. No entanto, o Brasil estragou essa possibilidade, e a Argentina venceria o torneio novamente em solo chileno.
O evento então entrou em um período de grande perturbação. O campeonato não foi jogado regularmente e muitas edições seriam consideradas não oficiais, apenas para serem consideradas válidas mais tarde pela CONMEBOL. Por exemplo, a Argentina seria a primeira (e até agora única) equipe a conquistar três títulos consecutivos ao vencer os campeonatos de 1945, 1946 e 1947. Depois desses três torneios anuais, a competição voltou a ser realizada a cada dois anos, depois três e depois quatro. Houve até dois torneios realizados em 1959, um na Argentina e outro no Equador. Durante esse período, algumas equipes nacionais ficaram indiferentes ao torneio. Alguns não participavam todos os anos, outros enviavam equipes menores; na edição de 1959, realizada no Equador, o Brasil enviou uma equipe do estado de Pernambuco. A Bolívia venceu pela primeira vez quando foi anfitriã em 1963, mas foi derrotada no primeiro jogo do torneio de 1967 pela estreante Venezuela. A fundação da Copa Libertadores em 1959 também afetou a forma como o torneio era visto por seus participantes.
Após oito anos de ausência, o evento foi retomado em 1975 e oficialmente adquiriu o nome Copa América. O torneio não tinha local fixo, e todas as partidas foram disputadas ao longo do ano em cada país. Nove equipes participaram da fase de grupos com o defensor do título entrando nas semifinais. O torneio foi disputado a cada quatro anos usando este sistema até 1987.

### Renovação

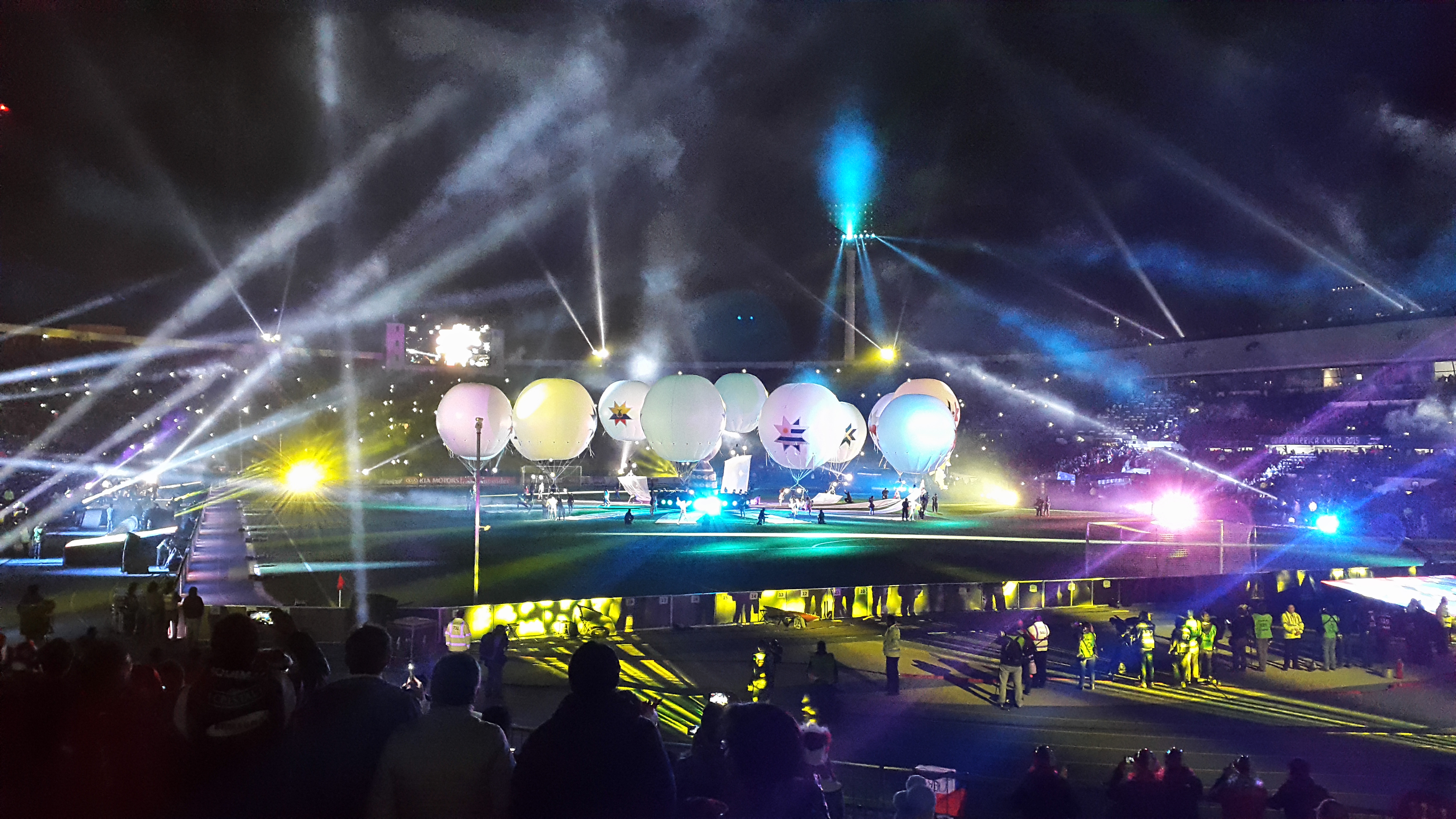
Abertura da Copa América de 2015, no Chile.

Em 1986, a CONMEBOL decidiu voltar a ter um país como anfitrião do torneio e disputá-lo a cada dois anos. De 1987 a 2001, o evento foi realizado a cada dois anos em rotação pelos dez membros da confederação. O formato permaneceria constante com uma primeira rodada de grupos, mas o estágio final variou de ser um novo grupo final ou um sistema de eliminação única para decidir o vencedor. Essa renovação ajudou o torneio, que começou a receber cobertura televisiva na Europa e na América do Norte. A Copa América de 1987 foi realizada na Argentina; esta foi a primeira vez que a nação recebeu uma edição em 28 anos. Apesar de entrar como favoritos por ser o campeão mundial vigente (tendo vencido a Copa do Mundo FIFA de 1986), jogando em casa e tendo uma equipe composta em grande parte por vencedores da Copa do Mundo liderados pelo lendário Diego Maradona, a Argentina terminaria em um decepcionante quarto lugar depois de ser derrotada pelo atual campeão, Uruguai, por 0–1 nas semifinais. O Uruguai derrotaria um time chileno surpreendentemente forte que chegou à final, eliminando o poderoso Brasil por 4-0 na fase de grupos.
O Brasil conquistou seu primeiro título internacional desde a Copa do Mundo FIFA de 1970, ao vencer a Copa América de 1989, disputada em casa. A Argentina, por sua vez, venceu a Copa América após 32 longos anos em 1991 no Chile, graças a um time renovado liderado pelo prolífico goleador Gabriel Batistuta. O torneio da Copa América de 1993 no Equador tomaria sua atual forma. Juntamente com as dez equipes usuais, a CONMEBOL convidou dois países da CONCACAF para participar, México e Estados Unidos.
O Uruguai conseguiu vencer a competição em 1995 como anfitrião, encerrando um período de declínio para o futebol uruguaio. Com a implementação dos anfitriões rotativos, a Colômbia, o Paraguai e a Venezuela sediaram o torneio pela primeira vez. O Brasil entrou em uma série bem-sucedida de vitórias, vencendo quatro dos cinco títulos continentais entre 1997 e 2007. O primeiro, em 1997, foi conquistado depois de derrotar a anfitriã Bolívia por 3 a 1, com gols de Leonardo, Denílson e Ronaldo se tornando cruciais na seleção verde e amarela. A consagração da seleção canarinha veio na altitude da Bolívia. Brasil defenderia com sucesso o título em 1999 depois de bater o Uruguai por 3-0 em Assunção, no Paraguai. No entanto, a Copa América de 2001 viu uma das maiores surpresas da história do esporte, com Honduras eliminando o Brasil nas quartas de final. A Colômbia, a nação anfitriã, venceria a competição pela primeira vez.
De 2001 a 2007, o torneio foi disputado a cada três anos e, a partir de 2007, a cada quatro anos, com exceção do centenário do torneio em 2016.
Deixando de lado um desempenho embaraçoso em 2001, o Brasil se restabeleceu no panteão sul-americano após derrotar a Argentina, nos pênaltis, para vencer a competição de 2004 disputada no Peru. Três anos depois, as duas equipes se encontraram novamente na final, desta vez na Venezuela. Mais uma vez, o Brasil saiu vitorioso depois de esmagar a Argentina por 3-0.
A Argentina sediou a competição de 2011 e foi eliminado pelo Uruguai nas quartas de final por pênaltis. O Uruguai continuaria derrotando o Peru por 2 a 0 nas semifinais para chegar às finais e dominar o Paraguai por 3 a 0, conquistando assim o troféu em solo argentino pela terceira vez e pela segunda vez consecutiva. Esta, a 43ª edição, foi a primeira vez que nem a Argentina nem o Brasil chegaram às semifinais de um torneio em que ambos haviam entrado.
A competição de 2015 foi realizada no Chile, que trocou as posições de hospedagem com o Brasil, tendo em vista a sediar a Copa do Mundo FIFA de 2014 e as Olimpíadas de 2016. O Chile foi campeão do torneio, seu primeiro título, em casa.
Em 2016, o centenário do torneio foi comemorado com a Copa América Centenário, realizado nos Estados Unidos. O torneio foi o primeiro a ser hospedado fora da América do Sul e teve uma quantidade de participantes ampliada para 16 equipes da CONMEBOL e da CONCACAF. Durante o torneio, meios de comunicação informaram que a CONMEBOL e a CONCACAF estavam negociando uma fusão da Copa América com a Copa Ouro da CONCACAF, torneio continental deste último realizado a cada 2 anos, com os Estados Unidos recebendo torneios regulares. O presidente da Federação de Futebol dos Estados Unidos, Sunil Gulati chamou o relatório de impreciso, dizendo que tal discussão não tinha ocorrido e que um novo torneio teria que ser estabelecido. Pela segunda vez na história, o Chile ganhou o troféu.

## Troféu
O Troféu foi confeccionado entre 1916 e 1917 na Casa Escasany, uma joalheria de Buenos Aires, por um preço de 3000 francos suíços, e foi doado para a Confederação Sul-Americana de Futebol pelo Ministério de Relações Exteriores da Argentina. É feito de prata, com uma base de madeira onde há várias placas com os nomes das seleções campeãs de cada edição. Desde a sua criação até os dias de hoje, o campeão da competição tem o direito ao troféu original de forma temporária, até que seja realizado um novo sorteio para a próxima edição, quando deve devolver a CONMEBOL. Após o troféu original ser devolvido, o campeão vigente recebe uma réplica do mesmo, que pode ser conservada permanentemente.
Em abril de 2016, um novo troféu foi projetado especificamente para a Copa América Centenário, foi apresentado na sede da Federação Colombiana de Futebol em Bogotá para comemorar o 100º aniversário da competição. O troféu foi projetado pela Epico Studios nos Estados Unidos e fabricado pela London Workshops de Thomas Lyte na Inglaterra. A nova taça tem o formato do troféu original como inspiração, com curvas de ouro sobre a urna grega para representar os 100 anos de futebol no continente americano. Mede 61 cm de altura e pesa 7,1 kg, está coberto por ouro 24 quilates para demonstrar a importância dos 100 anos da competição. Também a um mapa continental da América e os emblemas da CONMEBOL e CONCACAF gravado na parte exterior. No interior, foi feito de prata em homenagem ao original e seu legado de 100 anos. Por último, a base do troféu mostra os nomes das dezesseis equipes participantes em formato de espiral. O nome da seleção campeã também aparecerá incluída no troféu original. A Seleção Chilena de Futebol, foi a seleção campeã, e obteve o direito de manter a taça original permanentemente.

## Sedes
Em 1984, a CONMEBOL adotou a política de rodízio do direito de sediar a Copa América entre as dez confederações membros. A primeira rotação foi concluída após a Copa América de 2007, realizada na Venezuela. Uma segunda rotação começou em 2011, com os países anfitriões girando em ordem alfabética, começando pela Argentina. O Chile, o México e os Estados Unidos expressaram interesse em sediar o próximo torneio, mas o Comitê Executivo da CONMEBOL decidiu continuar a execução da rotação, dando prioridade da organização a cada uma de suas federações afiliada, cada associação confirma se vai ou não receber uma edição, não tendo a obrigação de fazê-lo. A Argentina confirmou em 24 de novembro de 2008, via representantes da Federação Argentina de Futebol, que sediaria a Copa América de 2011.
A Copa América de 2015 seria realizada no Brasil seguindo a ordem de rotação. No entanto, a realização da Copa do Mundo FIFA de 2014 e das Olimpíadas de 2016 resultou na reconsideração dessa decisão. Embora o presidente da CONMEBOL, Nicolás Leoz, propusesse sediar o torneio continental no México (membro da federação CONCACAF), membros do conselho Brasil e Chile discutiram a possibilidade de trocar os torneios de 2015 e 2019, foi decidido e confirmado pela CBF em fevereiro de 2011 que a Copa América de 2015 permaneceria no Brasil. No entanto, em março de 2012, foi anunciado que o Chile sediaria a Copa América de 2015, após o presidente da CBF, Ricardo Teixeira ter demitido-se de sua posição, a CBF concordou em trocar a hospedagem do torneio com o Chile. A troca foi oficializada em maio de 2012. A edição centenária do torneio, a Copa América Centenário, aconteceu em junho de 2016, e foi realizada nos Estados Unidos. A Copa América Centenário marca a primeira vez que o torneio foi realizado por uma nação não filiada à CONMEBOL.. Em julho de 2019, após negociações, a CONMEBOL anunciou uma noticia inédita, pela primeira vez uma edição contaria com dois anfitriões, a Colômbia e Argentina, sediariam a edição de 2020. O jogo de abertura Será na Argentina e a partida final seria na Colômbia. Porém, no dia 20 de maio de 2021, é anunciada que a Colômbia não seria mais sede da Copa América devido a crise política no país, deixando a Argentina até o momento como sede única. Em 30 de maio, é anunciada a saída da Argentina devido a piora da pandemia no país, fazendo com que o Brasil recebesse novamente a edição, reaproveitando os locais já utilizados na edição de 2019. Essa é a primeira vez que o Brasil recebe duas edições consecutivas da competição.

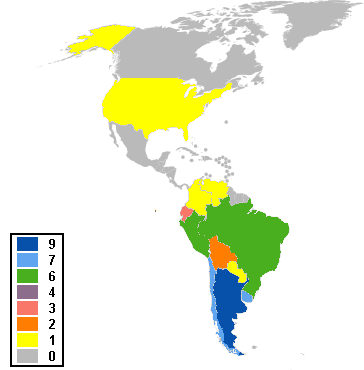
Mapa de países que já sediaram a Copa América.

| País           | Vezes | Edições                                                 |
| -------------- | ----- | ------------------------------------------------------- |
| Argentina      | 9     | 1916, 1921, 1925, 1929, 1937, 1946, 1959-I, 1987 e 2011 |
| Uruguai        | 7     | 1917, 1923, 1924, 1942, 1956, 1967 e 1995               |
| Chile          | 7     | 1920, 1926, 1941, 1945, 1955, 1991 e 2015               |
| Brasil         | 6     | 1919, 1922, 1949, 1989, 2019 e 2021                     |
| Peru           | 6     | 1927, 1935, 1939, 1953, 1957 e 2004                     |
| Equador        | 3     | 1947, 1959-II e 1993                                    |
| América do Sul | 3     | 1975, 1979 e 1983                                       |
| Bolívia        | 2     | 1963 e 1997                                             |
| Estados Unidos | 2     | 2016 e 2024                                             |
| Colômbia       | 1     | 2001                                                    |
| Paraguai       | 1     | 1999                                                    |
| Venezuela      | 1     | 2007                                                    |

## Campeões

### Por edição
Como Campeonato Sul-Americano de Futebol
Como Copa América

### Por seleções
| Seleção        | Títulos                                                                                                | Vices                                                                                       | 3º lugar                                                         | 4º lugar                                                               |
| -------------- | --- | ------------------------------------------------------------------------------------------- | ---------------------------------------------------------------- | ---------------------------------------------------------------------- |
| Argentina      | 16 (1921, 1925, 1927, 1929, 1937, 1941, 1945, 1946, 1947, 1955, 1957, 1959-I, 1991, 1993, 2021 e 2024) | 14 (1916, 1917, 1920, 1923, 1924, 1926, 1935, 1942, 1959-II, 1967, 2004, 2007, 2015 e 2016) | 5 (1919, 1956, 1963, 1989 e 2019)                                | 2 (1922 e 1987)                                                        |
| Uruguai        | 15 (1916, 1917, 1920, 1923, 1924, 1926, 1935, 1942, 1956, 1959-II, 1967, 1983, 1987, 1995 e 2011)      | 6 (1919, 1927, 1939, 1941, 1989 e 1999)                                                     | 10 (1921, 1922, 1929, 1937, 1947, 1953, 1957, 1975, 2004 e 2024) | 5 (1945, 1946, 1955, 2001 e 2007)                                      |
| Brasil         | 9 (1919, 1922, 1949, 1989, 1997, 1999, 2004, 2007 e 2019)                                              | 12 (1921, 1925, 1937, 1945, 1946, 1953, 1957, 1959-I, 1983, 1991, 1995 e 2021)              | 7 (1916, 1917, 1920, 1942, 1959-II, 1975 e 1979)                 | 3 (1923, 1956 e 1963)                                                  |
| Paraguai       | 2 (1953 e 1979)                                                                                        | 6 (1922, 1929, 1947, 1949, 1963 e 2011)                                                     | 7 (1923, 1924, 1925, 1939, 1946, 1959-I e 1983)                  | 7 (1921, 1926, 1937, 1942, 1967, 1989 e 2015)                          |
| Chile          | 2 (2015 e 2016)                                                                                        | 4 (1955, 1956, 1979, 1987)                                                                  | 5 (1926, 1941, 1945, 1967 e 1991)                                | 11 (1916, 1917, 1919, 1920, 1924, 1935, 1939, 1947, 1953, 1999 e 2019) |
| Peru           | 2 (1939 e 1975)                                                                                        | 1 (2019)                                                                                    | 8 (1927, 1935, 1949, 1955, 1979, 1983, 2011 e 2015)              | 6 (1929, 1941, 1957, 1959-I, 1997 e 2021)                              |
| Colômbia       | 1 (2001)                                                                                               | 2 (1975 e 2024)                                                                             | 5 (1987, 1993, 1995, 2016 e 2021)                                | 2 (1991 e 2004)                                                        |
| Bolívia        | 1 (1963)                                                                                               | 1 (1997)                                                                                    | 0                                                                | 2 (1927 e 1949)                                                        |
| México         | 0 | 2 (1993 e 2001)                                                                             | 3 (1997, 1999 e 2007)                                            | 0                                                                      |
| Honduras       | 0 | 0                                                                                           | 1 (2001)                                                         | 0                                                                      |
| Equador        | 0 | 0                                                                                           | 0                                                                | 2 (1959-II e 1993)                                                     |
| Estados Unidos | 0 | 0                                                                                           | 0                                                                | 2 (1995 e 2016)                                                        |
| Venezuela      | 0 | 0                                                                                           | 0                                                                | 1 (2011)                                                               |
| Canadá         | 0 | 0                                                                                           | 0                                                                | 1 (2024)                                                               |

### Por confederação
| Federação | Títulos | Vices | 3.º lugar | 4.º lugar |
| --------- | ------- | ----- | --------- | --------- |
| CONMEBOL  | 48      | 46    | 47        | 42        |
| CONCACAF  | 0       | 2     | 4         | 3         |
| AFC       | 0       | 0     | 0         | 0         |

## Estatísticas e recordes
- Zizinho, junto com Norberto Méndez, é o maior artilheiro da Copa América com 17 gols.
- Norberto Méndez, junto com Zizinho, é o maior artilheiro da Copa América com 17 gols.

## Mascotes
Desde a edição de 1987 na Argentina, os mascotes estão presentes na Copa América.
| Edição | País           | Mascote   | Descrição |
| ------ | -------------- | --------- | --- |
| 1987   | Argentina      | Gardelito | Versão infantil de Carlos Gardel.                                                                                      |
| 1989   | Brasil         | Tico      | Um Canario com o uniforme da Seleção Brasileira de Futebol.                                                            |
| 1991   | Chile          | Guaso     | Um versão estilzada de um huaso chileno nas cores da bandeira do Chile.                                                |
| 1993   | Equador        | Choclito  | Uma espiga de milho com as cores da bandeira equatoriana.                                                              |
| 1995   | Uruguai        | Tourito   | Um touro com uniforme do Uruguai.                                                                                      |
| 1997   | Bolívia        | Tatú      | Um tatu com o uniforme da Bolívia.                                                                                     |
| 1999   | Paraguai       | Taguá     | Uma espécie de javali (Catagonus wagneri) encontrada no Chaco do Paraguai.                                             |
| 2001   | Colômbia       | Ameriko   | Um extraterrestre cujo nome provém da tradução de "América" ao esperanto.                                              |
| 2004   | Peru           | Chasqui   | Um chasqui, mensageiro pessoal do Império Inca, com o uniforme do Peru.                                                |
| 2007   | Venezuela      | Guaky     | Uma arara-vermelha-pequena com a camisa da Venezuela.                                                                  |
| 2011   | Argentina      | Tangolero | Um avestruz com o uniforme da Argentina. Iria se chamar Suri, mas o nome foi alterado pelo patrocinador da competição. |
| 2015   | Chile          | Zincha    | Uma raposa-vermelha.                                                                                                   |
| 2019   | Brasil         | Zizito    | Uma capivara com uniforme do Brasil.                                                                                   |
| 2021   | Brasil         | Pibe      | Um vira-lata caramelo com uma grande mancha branca em um dos olhos e camisa da competição.                             |
| 2024   | Estados Unidos | Capitán   | Uma águia. |

## Classificação histórica
De 1916 até 2024, foram realizadas 48 edições da Copa  América. Nesse período, as seleções que mais pontuaram na competição, foram os seguintes:
| Pos. | País           | Part | Tít | J   | V   | E  | D  | GP  | GC  | SG   | Pts |
| ---- | -------------- | ---- | --- | --- | --- | -- | -- | --- | --- | ---- | --- |
| 1º   | Argentina      | 44   | 16  | 208 | 132 | 43 | 33 | 483 | 183 | +300 | 439 |
| 2º   | Uruguai        | 46   | 15  | 212 | 115 | 40 | 57 | 421 | 226 | +195 | 385 |
| 3º   | Brasil         | 38   | 9   | 195 | 109 | 41 | 45 | 435 | 206 | +229 | 368 |
| 4º   | Chile          | 41   | 2   | 191 | 67  | 35 | 89 | 291 | 317 | –26  | 317 |
| 5º   | Paraguai       | 39   | 2   | 180 | 64  | 43 | 73 | 267 | 311 | –44  | 235 |
| 6º   | Peru           | 34   | 2   | 164 | 58  | 40 | 66 | 230 | 258 | –28  | 21  |
| 7º   | Colômbia       | 24   | 1   | 130 | 53  | 26 | 51 | 154 | 194 | –40  | 185 |
| 8º   | Bolívia        | 29   | 1   | 122 | 20  | 26 | 76 | 109 | 308 | –199 | 86  |
| 9º   | Equador        | 30   | 0   | 130 | 17  | 28 | 85 | 139 | 331 | –192 | 79  |
| 10º  | México         | 11   | 0   | 51  | 20  | 14 | 17 | 67  | 63  | +4   | 74  |
| 11º  | Venezuela      | 20   | 0   | 74  | 11  | 18 | 45 | 59  | 182 | –123 | 51  |
| 12º  | Costa Rica     | 6    | 0   | 20  | 6   | 4  | 10 | 19  | 35  | –16  | 22  |
| 13º  | Estados Unidos | 5    | 0   | 21  | 6   | 2  | 13 | 21  | 32  | –11  | 20  |
| 14º  | Honduras       | 1    | 0   | 6   | 3   | 1  | 2  | 7   | 5   | +2   | 10  |
| 15º  | Panamá         | 2    | 0   | 7   | 3   | 0  | 4  | 10  | 20  | –10  | 9   |
| 16º  | Canadá         | 1    | 0   | 6   | 1   | 3  | 2  | 4   | 7   | –3   | 6   |
| 17º  | Japão          | 2    | 0   | 6   | 0   | 3  | 3  | 6   | 15  | –9   | 3   |
| 18º  | Catar          | 1    | 0   | 3   | 0   | 1  | 2  | 2   | 5   | –3   | 1   |
| 19º  | Haiti          | 1    | 0   | 3   | 0   | 0  | 3  | 1   | 12  | –11  | 0   |
| 20º  | Jamaica        | 3    | 0   | 9   | 0   | 0  | 9  | 1   | 16  | –15  | 0   |

- A Colômbia e o Equador não se classificaram nas eliminatórias de 1967 que foi a única edição da história que teve eliminatórias.
- Trindad e Tobago e Cuba foram eliminados nos play-offs classificatórios da CONCACAF para a Copa América Centenário (2016).
- Austrália e Qatar (ambos convidados) desistiram de participar da Copa América de 2021 devido à Pandemia de COVID-19.[21]

## Equipes convidadas
Devido ao número um tanto limitado de confederações registradas da CONMEBOL, os países de outros continentes geralmente são convidados a participar para compor as 12 equipes necessárias para o atual formato do torneio. Desde 1993, duas equipes de outras confederações, geralmente da CONCACAF cujos membros são geograficamente e culturalmente próximos, também foram convidadas. Ao todo, dez nações diferentes receberam convites: Costa Rica (1997, 2001, 2004, 2011, 2016), Honduras (2001), Japão (1999, 2019), Jamaica (2015, 2016), México (1993, 1995, 1997, 1999, 2001, 2004, 2007, 2011, 2015, 2016), Haiti (2016), Panamá (2016), Estados Unidos (1993, 1995, 2007, 2016), Catar (2019). Os Estados Unidos foram convidados para todos os torneios entre 1997 e 2007, mas freqüentemente recusaram o convite devido a conflitos de agenda com a Major League Soccer. No entanto, em 30 de outubro de 2006, a Federação Americana de Futebol aceitou o convite para participar do torneio de 2007, encerrando uma ausência de 12 anos. Na Copa América de 2001, o Canadá foi um convidado, mas se retirou pouco antes do início do torneio devido a preocupações de segurança. Na Copa América de 2011, o Japão se retirou, citando dificuldades com clubes europeus em liberar jogadores japoneses após o terremoto e tsunami de Tohoku. A Espanha foi convidada para a edição de 2011, mas de acordo com a Federação Espanhola de Futebol Real, eles recusaram porque não queriam interromper as férias dos jogadores espanhóis. Na Copa América de 2015, o Japão recusou o convite, uma vez que traria encargos para os seus jogadores estrangeiros, e a China teve que se retirar devido ao setor asiático de qualificação para a Copa do Mundo de 2018 ser realizada na mesma época. Austrália e o Catar iriam disputar a Copa América de 2021 (que estava programada para 2020), mas desistiram após os desdobramentos da Pandemia de COVID-19.

### Tabela
| Seleções       | Confederações | 1993 | 1995 | 1997 | 1999 | 2001 | 2004 | 2007 | 2011 | 2015 | 2016 | 2019 | 2021 | 2024 | Edições |
| -------------- | ------------- | ---- | ---- | ---- | ---- | ---- | ---- | ---- | ---- | ---- | ---- | ---- | ---- | ---- | ------- |
| México         | CONCACAF      | 2º   | QF   | 3º   | 3º   | 2º   | QF   | 3º   | G    | G    | QF   | –    | –    | G    | 11      |
| Costa Rica     | CONCACAF      | –    | –    | G    | –    | QF   | QF   | –    | G    | –    | G    | –    | –    | G    | 6       |
| Estados Unidos | CONCACAF      | G    | 4º   | –    | –    | –    | –    | G    | –    | –    | 4º   | –    | –    | G    | 5       |
| Jamaica        | CONCACAF      | –    | –    | –    | –    | –    | –    | –    | –    | G    | G    | –    | –    | G    | 3       |
| Japão          | AFC           | –    | –    | –    | G    | –    | –    | –    | –    | –    | –    | G    | –    | –    | 2       |
| Panamá         | CONCACAF      | –    | –    | –    | –    | –    | –    | –    | –    | –    | G    | –    | –    | QF   | 2       |
| Canadá         | CONCACAF      | –    | –    | –    | –    | –    | –    | –    | –    | –    | –    | –    | –    | 4º   | 1       |
| Catar          | AFC           | –    | –    | –    | –    | –    | –    | –    | –    | –    | –    | G    | –    | –    | 1       |
| Haiti          | CONCACAF      | –    | –    | –    | –    | –    | –    | –    | –    | –    | G    | –    | –    | –    | 1       |
| Honduras       | CONCACAF      | –    | –    | –    | –    | 3º   | –    | –    | –    | –    | –    | –    | –    | –    | 1       |